# Pop Life (Prince)
Pop Life is een nummer uit 1985 van de Amerikaanse muzikant Prince en zijn begeleidingsband The Revolution. Het is de derde single van hun zevende studioalbum Around the World in a Day.
Het nummer had het meeste succes in de Verenigde Staten, waar het de 7e positie behaalde in de Billboard Hot 100. In Nederland en Vlaanderen behaalde "Pop Life" geen hitlijsten, toch geniet het nummer er wel bekendheid.